# Erich Fiedler

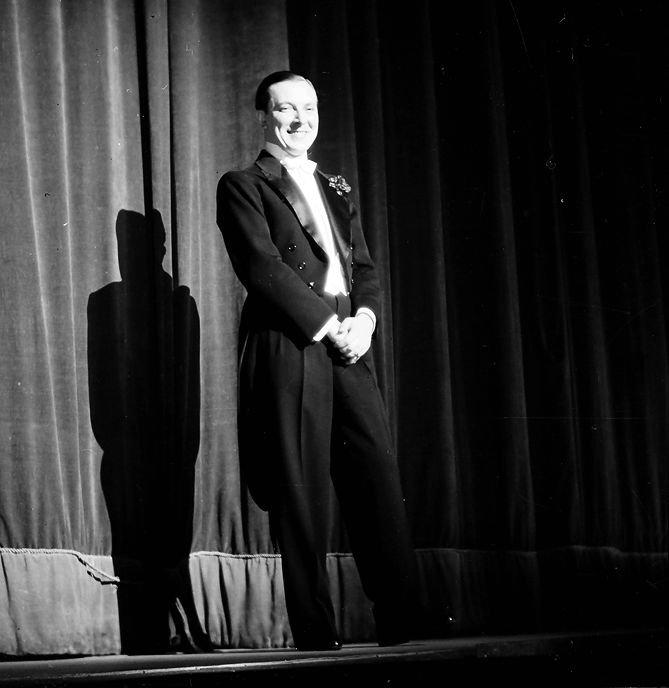
Erich Fiedler im Kabarett der Komiker, 1938

Erich Fiedler (* 15. März 1901 in Berlin; † 19. Mai 1981  ebenda) war ein deutscher Schauspieler und Synchronsprecher.

## Leben
Erich Fiedler begann zunächst ein Studium der Literatur- und Kunstgeschichte, besuchte dann aber die Schauspielschule Max Reinhardts in Berlin, wo er auch im Herbst 1922 am Deutschen Theater sein Theaterdebüt gab. Es folgten Engagements am Stadttheater von Eisenach (1925), am Intimen Theater in Nürnberg, an der Komödie in Dresden und seit 1932 in Berlin.
Nach zwei kleinen Stummfilmarbeiten in den Jahren 1922 und 1923 begann Fiedler ein Jahrzehnt später seine bis 1975 anhaltende Filmkarriere neben Adele Sandrock in der Komödie Liebe, Scherz und Ernst nach Oscar Wilde. Fiedler wurde ein gern besetzter Nebendarsteller in Musicals, Komödien und Historienfilmen. Hier verkörperte er oft humorvolle Charaktere und Chargen wie dekadente Adelige und listige Beamte. Fiedler fiel durch seine von Sarkasmus und Blasiertheit dominierte nasale Stimme auf. Gelegentlich gelang es ihm so auch, Charaktere abseits seines Rollenfachs zu gestalten, etwa penible und unangenehme Geister (u. a. in Der Etappenhase) oder düstere Zeitgenossen (u. a. in Der Student von Prag). In seiner fast zweihundert Filme umfassenden Karriere spielte er u. a. neben Heinrich George (Sensationsprozess Casilla), Lil Dagover (Das Mädchen Irene), Marika Rökk (Kora Terry und Frauen sind doch bessere Diplomaten), Ilse Werner (Königin einer Nacht), Willy Fritsch (Der kleine Grenzverkehr), Hans Albers (Der tolle Bomberg), Heinz Rühmann (Der Jugendrichter), Liselotte Pulver (Herrliche Zeiten im Spessart), O.W. Fischer (Mein Vater, der Schauspieler) und Heinz Erhardt (Die Herren mit der weißen Weste). Zum Ende seiner Karriere war Fiedler oft in Episoden bekannter Fernsehserien zu sehen (u. a. Das Kriminalmuseum, Drüben bei Lehmanns und Unter einem Dach).

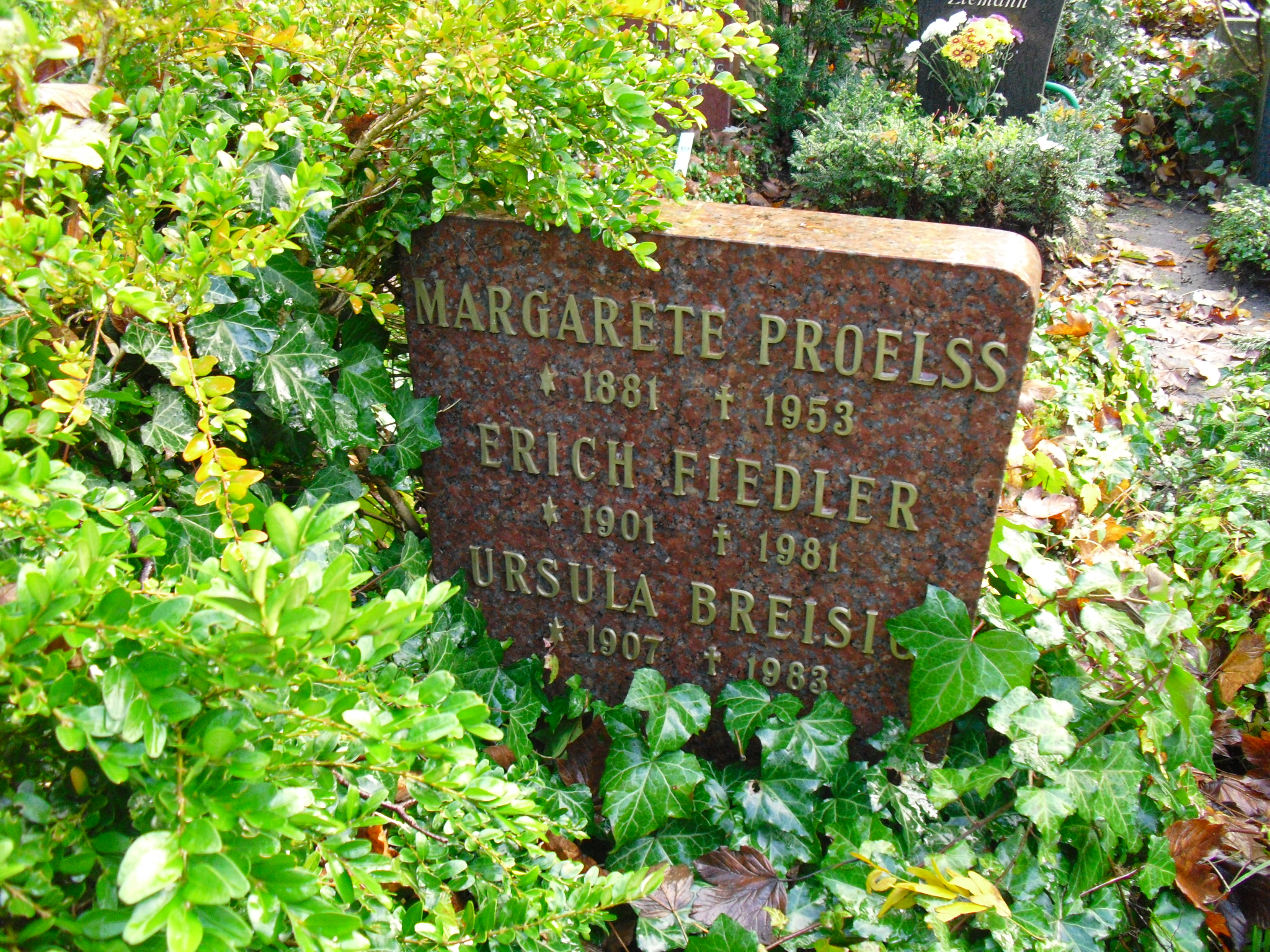
Grab von Erich Fiedler auf dem Friedhof Heerstraße in Berlin-Westend

Daneben war er bereits ab 1935 umfangreich in der Synchronisation tätig. Seine distinguierte, nasale Stimme passte perfekt zum Understatement englischer Gentlemen. Fiedler wurde der deutsche Standardsprecher von Robert Morley (u. a. Topkapi und Der Wachsblumenstrauß) und war oft auf Basil Rathbone (u. a. Wir sind keine Engel) und Ferdy Mayne (u. a. Tanz der Vampire und Hasch mich – ich bin der Mörder) zu hören. Weitere wichtige Einsätze Fiedlers waren: Ron Moody in Vier Frauen und ein Mord, Lionel Jeffries in Mörder ahoi!, David Niven in Die schwarze 13, Peter Cushing in Der Hund von Baskerville, Philippe Noiret in Lady L, Donald Pleasence in Der Inspektor, Terry-Thomas in Der Däumling sowie Melvyn Douglas in Nur meiner Frau zuliebe und Rex O’Malley in beiden Synchronfassungen der Kameliendame.
1975 zog sich Fiedler von der Arbeit vor der Kamera zurück. Im Jahr darauf übernahm er seine letzte Synchronrolle. Danach wirkte er nur noch wenige Male in Hörspielproduktionen mit, etwa in Das Geheimnis von Craven Hall (1978) und zuletzt in Der Revolutionär (1979).
Am 19. Mai 1981 starb Erich Fiedler im Alter von 80 Jahren nach langer, schwerer Krankheit in seiner Heimatstadt Berlin. Sein Grab befindet sich auf dem landeseigenen Friedhof Heerstraße in Berlin-Westend (Grablage: II-Ur 6-106).

## Filmografie (Auswahl)
- 1932: Glück über Nacht
- 1932: Eine Tür geht auf
- 1932: Die Herren vom Maxim
- 1932: Marion, das gehört sich nicht
- 1932: Flucht nach Nizza
- 1933: Der Page vom Dalmasse-Hotel
- 1933: Keine Angst vor Liebe
- 1933: Lied vom Glück, Das
- 1934: Schwarzer Jäger Johanna
- 1934: Das Geschäft blüht
- 1934: Aufschnitt
- 1934: Die Liebe siegt
- 1934: Die beiden Seehunde
- 1934: Die Spork’schen Jäger
- 1934: Die einsame Villa
- 1934: Das Blumenmädchen vom Grand-Hotel
- 1935: Der Student von Prag
- 1935: Mein Leben für Maria Isabell
- 1935: Alle Tage ist kein Sonntag
- 1935: Ich war Jack Mortimer
- 1935: Eine Seefahrt, die ist lustig
- 1935: Der Kosak und die Nachtigall
- 1935: Die Saat geht auf
- 1935: Achte mir auf Gakeki
- 1935: Der grüne Domino
- 1935: Der Mann mit der Pranke
- 1936: Das Hermännchen
- 1936: Das Mädchen Irene
- 1936: Savoy-Hotel 217
- 1936: Fünf Personen suchen Anschluss
- 1936: Susanne im Bade
- 1936: Inkognito
- 1936: Skandal um die Fledermaus
- 1936: Patentkunstschloss
- 1936: Onkel Bräsig
- 1936: Spiel an Bord
- 1936: Eskapade
- 1936: Intermezzo
- 1936: Männer vor der Ehe
- 1937: Der Etappenhase
- 1937: Frauenliebe – Frauenleid
- 1937: Das große Abenteuer
- 1937: Sieben Ohrfeigen
- 1937: Oh, diese Ehemänner
- 1937: Der andere Mann
- 1937: Land der Liebe
- 1937: Vor Liebe wird gewarnt
- 1937: Jüngens riecht Lunte
- 1938: Der Fall Deruga
- 1938: Kleines Bezirksgericht
- 1938: Rätsel um Beate
- 1938: Verklungene Melodie
- 1938: In geheimer Mission
- 1938: Verliebtes Abenteuer
- 1939: Sensationsprozeß Casilla
- 1939: Die Stimme aus dem Äther
- 1939: Der grüne Kaiser
- 1939: Onkel Fridolin
- 1939: Ehe in Dosen
- 1939: Die Geliebte
- 1939: Hochzeit mit Hindernissen
- 1939: Der Polizeifunk meldet
- 1939: Die kluge Schwiegermutter
- 1939/41: Frauen sind doch bessere Diplomaten
- 1939/41: Pedro soll hängen
- 1940: Kora Terry
- 1940: Die letzte Runde
- 1940: Mädchen im Vorzimmer
- 1940: Das Mädchen von St. Coeur
- 1940: Meine Tochter tut das nicht
- 1941: Immer nur Du
- 1941: Ehe man Ehemann wird
- 1941: Das himmelblaue Abendkleid
- 1941: Männerwirtschaft
- 1941: Leichte Muse
- 1941: Das leichte Mädchen
- 1941: Rote Mühle
- 1942: Der große Schatten
- 1942: So ein Früchtchen
- 1942/44: Philharmoniker
- 1943: Lache Bajazzo
- 1943: Ein Mann für meine Frau
- 1943: Der kleine Grenzverkehr
- 1943: Leichtes Blut
- 1943: Die Hochstaplerin
- 1943: Herr Sanders lebt gefährlich
- 1943/46: Peter Voss, der Millionendieb
- 1944: Ein fröhliches Haus
- 1944: Ich hab’ von dir geträumt
- 1944: Die Zaubergeige
- 1944: Der verzauberte Tag
- 1944: Familie Buchholz
- 1944/48: Fahrt ins Glück
- 1944/50: Verlobte Leute
- 1944/52: Das Mädchen Juanita
- 1945: Kamerad Hedwig
- 1945: Die Jahre vergehen
- 1945: Das Leben geht weiter
- 1945: Sag’ die Wahrheit (unvollendet)
- 1946: Sag’ die Wahrheit
- 1950: Es begann um Mitternacht
- 1951: Königin einer Nacht
- 1951: Unschuld in tausend Nöten
- 1952: Man lebt nur einmal
- 1952: Drei Tage Angst
- 1953: Die geschiedene Frau
- 1953: Was nicht im Baedecker steht: Bitte, einsteigen zu Käses Rundfahrt!
- 1953: Die Kaiserin von China
- 1953: Schlagerparade
- 1954: Sanatorium total verrückt
- 1955: Liebe ohne Illusion
- 1955: Ihr Leibregiment
- 1956: Schwarzwaldmelodie
- 1956: Ein Mann muß nicht immer schön sein
- 1956: Mein Vater, der Schauspieler
- 1956: Was die Schwalbe sang
- 1956: Tausend Melodien
- 1957: Die große Chance
- 1957: Der tolle Bomberg
- 1958: So ein Millionär hat’s schwer
- 1958: Lilli – ein Mädchen aus der Großstadt
- 1958: Meine 99 Bräute
- 1958: Piefke, der Schrecken der Kompanie
- 1958: Der lachende Vagabund
- 1958: Das gab’s nur einmal
- 1958: Mein Mädchen ist ein Postillion
- 1958: Münchhausen in Afrika
- 1959: Schlag auf Schlag
- 1959: Liebe verboten – Heiraten erlaubt
- 1959: Lockvogel der Nacht
- 1960: Die Rote Hand
- 1960: Hauptmann, deine Sterne
- 1960: Der Jugendrichter
- 1961: Davon träumen alle Mädchen
- 1961: Robert und Bertram
- 1962: Jedermannstraße 11
- 1962: Das Vergnügen, anständig zu sein
- 1963: Jack und Jenny
- 1966: Hurra, die Rattles kommen
- 1966/1968: Wilhelmina
- 1967: Rheinsberg
- 1967: Herrliche Zeiten im Spessart
- 1968: Das Kriminalmuseum – Die Reifenspur
- 1968: Der Partyphotograph
- 1969: Josefine, das liebestolle Kätzchen
- 1969: Die Herren mit der weißen Weste
- 1969: Meine Schwiegersöhne und ich (Fernsehserie)
- 1970: Nicht nur zur Weihnachtszeit
- 1972: Betragen ungenügend!
- 1973: Lokaltermin – Der Punkt auf dem i
- 1973: Eine Nacht in Venedig
- 1975: Beschlossen und verkündet – Jean

## Theater
- 1932: Neil Grant: Mutter muß heiraten (Bräutigam) – Regie: ? (Renaissance-Theater Berlin)
- 1946: Carlo Goldoni: Das Kaffeehaus (Graf Leander) – Regie: Bruno Hübner (Komödie am Kurfürstendamm Berlin)
- 1946: Georg Kaiser: Adrienne Ambrossat (Ehemann) – Regie: Hans Deppe (Komödie am Kurfürstendamm Berlin)
- 1947: Samuel Nathaniel Behrman: Biografie und Liebe (Komponist) – Regie: Hans Carl Müller (Komödie am Kurfürstendamm Berlin)
- 1947: Hans Adler: Meine Nichte Susanne – Regie: Carl-Heinz Schroth (Komödie am Kurfürstendamm Berlin)
- 1948: Jean Anouilh: Der Ball der Diebe (Lord) – Regie: Carl-Heinz Schroth (Theater am Kurfürstendamm Berlin)
- 1949: Simon Gantillon: Maya – Regie: Ernst Schröder (Komödie am Kurfürstendamm Berlin)
- 1952: Gerhart Hauptmann: Herbert Engelmann (Major a. D. Riedel) – Regie: Otto Kurth (Theater am Kurfürstendamm Berlin)
- 1955: Sascha Guitry: Nicht zuhören, meine Damen! – Regie: Kurt Raeck (Renaissance-Theater Berlin)
- 1957: Robert Maugham: Halluzinationen – Regie: Kurt Raeck (Renaissance-Theater Berlin)
- 1959: Reginald Rose: Die zwölf Geschworenen – Regie: Rudolf Noelte (Komödie am Kurfürstendamm Berlin)
- 1961: Frederick Loewe, Alan Jay Lerner: My Fair Lady – Regie: Sven Aage Larsen (Theater des Westens Berlin)
- 1963: Irving Berlin, Herbert, Dorothy Fields: Annie Get Your Gun – Regie: Sven Aage Larsen (Theater des Westens Berlin)
- 1964: John Arden: Der Packesel – Regie: Ulrich Erfurth (Freie Volksbühne Berlin)
- 1964: Heinar Kipphardt: In der Sache J. Robert Oppenheimer – Regie: Erwin Piscator (Freie Volksbühne Berlin)
- 1965: Jean-Paul Sartre: Nekrassow – Regie: Robert Freitag (Freie Volksbühne Berlin)
- 1965: Jean Anouilh: Colombe – Regie: Roland Pietri (Renaissance-Theater Berlin)
- 1970: Curt Goetz: Menagerie – Regie: Valerie von Martens (Renaissance-Theater Berlin)

## Synchronrollen (Auswahl)
Quelle: Deutsche Synchronkartei
| Schauspieler    | Film/Serie                                  | Rolle                   |
| --------------- | ------------------------------------------- | ----------------------- |
| Rasak Chamrajew | Nasreddins Abenteuer (Synchronisation 1949) | Nasreddin               |
| Basil Rathbone  | Flucht aus Paris (Synchronisation 1952)     | Marquis St. Evremonde   |
| Marcel Dalio    | Bettgeflüster                               | Pierot                  |
| Mischa Auer     | In der Hölle ist der Teufel los             | Pepi                    |
| Robert Morley   | African Queen                               | Reverend Samuel Sayer   |
| Robert Morley   | Cromwell – Der Unerbittliche                | Der Graf von Manchester |
| Robert Morley   | Mr. Miller ist kein Killer                  | Robert Macpherson       |
| Robert Morley   | Der Wachsblumenstrauß                       | Hector Enderby          |
| Yves Peneau     | Mit Rose und Revolver (Fernsehserie)        | Armand Guy              |

## Hörspiele
- 1947: Christian Munk: Die Reiherjäger – Regie: Heinrich Voigt (Berliner Rundfunk)
- 1949: Bodo Uhse: Der Lastträger – Regie: Carlheinz Riepenhausen (Berliner Rundfunk)
- 1959: Thierry: Pension Spreewitz (Ein Maskenball wird besucht, Folge 32, Erstsendung am 21. Februar 1959) – Regie: Ivo Veit (RIAS Berlin)
- 1961: Robert T. Odeman: Alles wegen Kaiser Hadrian (Vera Petersen) – Regie: Hans Drechsel (SFB)
- 1964–1978: Diverse Autoren: Damals war's – Geschichten aus dem alten Berlin (in 13 Geschichten mit 146 Folgen hatte er eine durchgehende Rolle) – Regie: Ivo Veit u. a. (40 Geschichten in 426 Folgen) (RIAS Berlin)
- 1968: Ephraim Kishon: Zieh den Stecker raus, das Wasser kocht – Regie: Wolfgang Spier (RIAS)